# III liga polska w piłce nożnej (2003/2004)
W sezonie 2003/04 III liga była podzielona jak w poprzednich sezonach na 4 grupy. Zwycięzcy grup awansowali bezpośrednio do II ligi, natomiast zespoły, które zajęły drugie miejsca zagrały baraże z zespołami które zajęły miejsca 11-14 w II lidze. Bezpośredni awans uzyskały: MKS Mława (z grupy I), Kujawiak Włocławek (z grupy II), Zagłębie Sosnowiec (z grupy III) i Korona Kielce (z grupy IV), a po barażach awansował Radomiak Radom z grupy 1. W sumie w czterech grupach grało 64 zespoły, ale 2 zespoły wycofały się po rundzie jesiennej.

## Grupa 1

### Drużyny
| Uczestnicy poprzedniej edycji                                                                                 | Uczestnicy poprzedniej edycji | Uczestnicy poprzedniej edycji | Uczestnicy poprzedniej edycji |
| --- | ----------------------------- | ----------------------------- | ----------------------------- |
| GWA | Gwardia Warszawa              | 2                             |                               |
| OKĘ | Okęcie Warszawa               | 3                             |                               |
| KOZ | MG MZKS Kozienice             | 4                             |                               |
| PEL | Pelikan Łowicz                | 5                             |                               |
| STA | Stal Głowno                   | 6                             |                               |
| GRÓ | Mazowsze Grójec               | 7                             |                               |
| WAR | Warmia Grajewo                | 8                             |                               |
| MŁA | MKS Mława                     | 9                             |                               |
| STR | Unia Skierniewice             | 10                            |                               |
| LGO | Legionovia Legionowo          | 11                            |                               |
| ZNI | Znicz Pruszków                | 12                            |                               |
| ELB | Polonia Olimpia Elbląg        | 131                           |                               |
| Awans z IV ligi 2002/2003                                                                                     |                               |                               |                               |
| grupa łódzka                                                                                                  |                               |                               |                               |
| ZWO | Pogoń Zduńska Wola            | 1                             |                               |
| grupa mazowiecka                                                                                              |                               |                               |                               |
| RAD | Radomiak Radom                | 1                             |                               |
| grupa podlaska                                                                                                |                               |                               |                               |
| RWM | Ruch Wysokie Mazowieckie      | 1                             |                               |
| grupa warmińsko-mazurska                                                                                      |                               |                               |                               |
| DRW | Drwęca Nowe Miasto Lubawskie  | 1                             |                               |
| Oznaczenia: - kolumna pierwsza – skróty nazw drużyn, - kolumna trzecia – miejsce zajęte w poprzednim sezonie. |                               |                               |                               |

Objaśnienia:
1. W związku z wycofaniem się po sezonie Stomilu Olsztyn (spadkowicza z II ligi), w III lidze utrzymała się Polonia Olimpia Elbląg.

### Tabela
| Lp. | Drużyna                       | M  | Z  | R  | P  | Bramki | Bramki | Różn. | Pkt | Uwagi                                                         | Bezpośrednio                |
| --- | ----------------------------- | -- | -- | -- | -- | ------ | ------ | ----- | --- | ------------------------------------------------------------- | --------------------------- |
| 1   | MKS Mława (M) (A)             | 30 | 17 | 9  | 4  | 53     | 24     | +29   | 60  | Awans do II ligi                                              |                             |
| 2   | Radomiak Radom (B)            | 30 | 16 | 7  | 7  | 53     | 34     | +19   | 55  | Baraże o II ligę                                              |                             |
| 3   | MG MZKS Kozienice             | 30 | 16 | 6  | 8  | 50     | 34     | +16   | 54  |                                                               |                             |
| 4   | Gwardia Warszawa              | 30 | 15 | 5  | 10 | 43     | 30     | +13   | 50  |                                                               |                             |
| 5   | Warmia Grajewo                | 30 | 13 | 9  | 8  | 33     | 23     | +10   | 48  |                                                               |                             |
| 6   | Legionovia Legionowo          | 30 | 12 | 7  | 11 | 41     | 37     | +4    | 43  | LGO - ZNI 2:0 ZNI - LGO 1:2                                   |                             |
| 7   | Znicz Pruszków                | 30 | 12 | 7  | 11 | 40     | 35     | +5    | 43  | LGO - ZNI 2:0 ZNI - LGO 1:2                                   |                             |
| 8   | Unia Skierniewice             | 30 | 10 | 12 | 8  | 33     | 29     | +4    | 42  | STR: 6 pkt, różn. +3 GRÓ: 5 pkt, różn. 0 DRW: 4 pkt, różn. -3 |                             |
| 9   | Mazowsze Grójec               | 30 | 10 | 12 | 8  | 39     | 30     | +9    | 42  | STR: 6 pkt, różn. +3 GRÓ: 5 pkt, różn. 0 DRW: 4 pkt, różn. -3 |                             |
| 10  | Drwęca Nowe Miasto Lubawskie  | 30 | 12 | 6  | 12 | 44     | 34     | +10   | 42  | STR: 6 pkt, różn. +3 GRÓ: 5 pkt, różn. 0 DRW: 4 pkt, różn. -3 |                             |
| 11  | Okęcie Warszawa               | 30 | 10 | 10 | 10 | 33     | 29     | +4    | 40  |                                                               |                             |
| 12  | Stal Głowno                   | 30 | 9  | 10 | 11 | 42     | 41     | +1    | 37  |                                                               |                             |
| 13  | Pelikan Łowicz                | 30 | 11 | 3  | 16 | 37     | 50     | −13   | 36  |                                                               |                             |
| 14  | Ruch Wysokie Mazowieckie2 (B) | 30 | 5  | 13 | 12 | 34     | 42     | −8    | 28  | Baraże o utrzymanie                                           | RWM - ELB 0:0 ELB - RWM 0:0 |
| 15  | Polonia Olimpia Elbląg1,2 (B) | 30 | 6  | 10 | 14 | 21     | 41     | −20   | 28  | Baraże o utrzymanie                                           | RWM - ELB 0:0 ELB - RWM 0:0 |
| 16  | Pogoń Zduńska Wola (S)        | 30 | 1  | 4  | 25 | 22     | 105    | −83   | 7   | Spadek do IV ligi                                             |                             |

* Czołówka strzelców: Mariusz Walczak (MKS Mława) 17 goli, Grzegorz Seremak (Kozienice) 15, Maciej Tataj (Okęcie) 14, Tomasz Włodarczyk (Drwęca) 12, Maciej Rogalski (MKS Mława) 11.

### Baraże o II ligę
| 20 czerwca 2004 | Radomiak Radom | 3:1   | Tłoki Gorzyce |  |
| 15:00           |                | (2:0) |               |  |

| 26 czerwca 2004 | Tłoki Gorzyce | 2:1   | Radomiak Radom |  |
| 15:00           |               | (0:0) |                |  |

Zwycięzca barażu: Radomiak Radom

### Baraże o utrzymanie w III lidze
| 3 lipca 2004 | Ruch Wysokie Mazowieckie | 3:0   | Polonia Olimpia Elbląg |               |
| 17:00        |                          | (1:0) |                        | Stadion ŁKS-u |

Zwycięzca barażu: Ruch Wysokie Mazowieckie

## Grupa 2

### Drużyny
| Uczestnicy poprzedniej edycji                                                                                 | Uczestnicy poprzedniej edycji | Uczestnicy poprzedniej edycji | Uczestnicy poprzedniej edycji |
| --- | ----------------------------- | ----------------------------- | ----------------------------- |
| FLO | Flota Świnoujście             | 2                             |                               |
| CHZ | Chemik/Zawisza Bydgoszcz      | 3                             |                               |
| TUR | Tur Turek                     | 4                             |                               |
| KOŚ | Obra Kościan                  | 5                             |                               |
| AM2 | Amica II Wronki               | 6                             |                               |
| GWK | Gwardia Koszalin              | 7                             |                               |
| GRW | Gryf Wejherowo                | 8                             |                               |
| KOT | Kotwica Kołobrzeg             | 9                             |                               |
| PBD | Polonia Bydgoszcz             | 103                           |                               |
| UNI | Unia Tczew                    | 11                            |                               |
| WAR | Warta Poznań                  | 12                            |                               |
| UNI | Unia Janikowo                 | 13                            |                               |
| Awans z IV ligi 2002/2003                                                                                     |                               |                               |                               |
| grupa kujawsko-pomorska                                                                                       |                               |                               |                               |
| KUJ | Kujawiak Włocławek            | 21                            |                               |
| grupa pomorska                                                                                                |                               |                               |                               |
| KAS | Kaszubia Kościerzyna          | 1                             |                               |
| grupa wielkopolska północna                                                                                   |                               |                               |                               |
| MGN | Mieszko Gniezno               | 12                            |                               |
| grupa zachodniopomorska                                                                                       |                               |                               |                               |
| DOB | Zorza Dobrzany                | 13                            |                               |
| Oznaczenia: - kolumna pierwsza – skróty nazw drużyn, - kolumna trzecia – miejsce zajęte w poprzednim sezonie. |                               |                               |                               |

Objaśnienia:
1. Ze względu na rezygnację Jagiellonki Nieszawa z awansu do III ligi, jej miejsce zajął Kujawiak Włocławek.
2. Mieszko Gniezno wygrało baraże o awans do III ligi z mistrzem gr. wielkopolskiej południowej, Astrą Krotoszyn.
3. Polonia Bydgoszcz i Zorza Dobrzany wycofały się po zakończeniu rundy jesiennej.

### Tabela
| Lp. | Drużyna                    | M  | Z  | R | P  | Bramki | Bramki | Różn. | Pkt | Uwagi                     |
| --- | -------------------------- | -- | -- | - | -- | ------ | ------ | ----- | --- | ------------------------- |
| 1   | Kujawiak Włocławek (M) (A) | 26 | 20 | 3 | 3  | 60     | 21     | +39   | 63  | Awans do II ligi          |
| 2   | Unia Janikowo (B)          | 26 | 18 | 3 | 5  | 44     | 23     | +21   | 57  | Baraże o II ligę          |
| 3   | Amica II Wronki            | 26 | 15 | 4 | 7  | 39     | 22     | +17   | 49  |                           |
| 4   | Kotwica Kołobrzeg          | 26 | 14 | 5 | 7  | 46     | 37     | +9    | 47  |                           |
| 5   | Flota Świnoujście          | 26 | 12 | 5 | 9  | 37     | 34     | +3    | 41  |                           |
| 6   | Kaszubia Kościerzyna       | 26 | 10 | 7 | 9  | 40     | 33     | +7    | 37  |                           |
| 7   | Unia Tczew                 | 26 | 11 | 2 | 13 | 34     | 45     | −11   | 35  |                           |
| 8   | Warta Poznań               | 26 | 10 | 4 | 12 | 42     | 43     | −1    | 34  |                           |
| 9   | Mieszko Gniezno            | 26 | 8  | 6 | 12 | 30     | 33     | −3    | 30  |                           |
| 10  | Gwardia Koszalin2 (S)      | 26 | 8  | 5 | 13 | 24     | 35     | −11   | 29  | Spadek do klasy okręgowej |
| 11  | Chemik/Zawisza Bydgoszcz   | 26 | 8  | 4 | 14 | 21     | 38     | −17   | 28  |                           |
| 12  | Tur Turek                  | 26 | 7  | 6 | 13 | 29     | 31     | −2    | 27  |                           |
| 13  | Obra Kościan4              | 26 | 7  | 4 | 15 | 27     | 43     | −16   | 25  |                           |
| 14  | Gryf Wejherowo (S)         | 26 | 4  | 2 | 20 | 29     | 64     | −35   | 14  | Spadek do IV ligi         |
| -   | Polonia Bydgoszcz1         | 0  | 0  | 0 | 0  | 0      | 0      | 0     | 0   | Drużyna wycofana          |
| -   | Zorza Dobrzany1            | 0  | 0  | 0 | 0  | 0      | 0      | 0     | 0   | Drużyna wycofana          |

* Czołówka strzelców: Piotr Dubiela (Kotwica), Bartłomiej Grzelak (Unia Janikowo) i Marcin Klatt (Kujawiak) wszyscy po 16 goli, Krzysztof Mikuła (Flota) 14, Piotr Wiśniewski (Kaszubia) 12, Billy Abbott (Kujawiak), Grzegorz Pawłuszek (Unia Tczew) i Dawid Pomorski (Gryf) po 11, Patryk Halaburda (Kotwica), Krzysztof Rusinek (Gryf) i Damian Staniszewski (Kujawiak) po 10.

### Baraże o II ligę
| 20 czerwca 2004 | Unia Janikowo | 0:0   | Stasiak Opoczno |  |
| 15:00           |               | (0:0) |                 |  |

| 26 czerwca 2004 | Stasiak Opoczno | 2:0   | Unia Janikowo |                        |
| 15:00           |                 | (0:0) |               | Stadion w Ostrowcu Św. |

Zwycięzca barażu: Stasiak Opoczno

## Grupa 3

### Drużyny
| Uczestnicy poprzedniej edycji                                                                                 | Uczestnicy poprzedniej edycji | Uczestnicy poprzedniej edycji | Uczestnicy poprzedniej edycji |
| --- | ----------------------------- | ----------------------------- | ----------------------------- |
| ZSO | Zagłębie Sosnowiec            | 2                             |                               |
| LZG | Lech/Zryw Zielona Góra        | 31                            |                               |
| WŁK | Włókniarz Kietrz              | 4                             |                               |
| OUO | Odra/Unia Opole               | 52                            |                               |
| MIE | Miedź Legnica                 | 6                             |                               |
| PRŻ | Promień Żary                  | 7                             |                               |
| MKG | MK Górnik Katowice            | 8                             |                               |
| ROZ | Rozwój Katowice               | 9                             |                               |
| PBT | Polonia Bytom                 | 10                            |                               |
| CAR | Carbo Gliwice                 | 11                            |                               |
| Spadek z II ligi 2002/2003                                                                                    |                               |                               |                               |
| ŚLĄ | Śląsk Wrocław                 | 15                            |                               |
| RRA | Ruch Radzionków               | 16                            |                               |
| Awans z IV ligi 2002/2003                                                                                     |                               |                               |                               |
| grupa dolnośląska                                                                                             |                               |                               |                               |
| CHG | Chrobry Głogów                | 1                             |                               |
| grupa lubuska                                                                                                 |                               |                               |                               |
| PSŁ | Polonia Słubice               | 1                             |                               |
| grupa opolska                                                                                                 |                               |                               |                               |
| SWO | Swornica Czarnowąsy           | 1                             |                               |
| grupa śląska I                                                                                                |                               |                               |                               |
| WAM | Walka Makoszowy               | 1                             |                               |
| Oznaczenia: - kolumna pierwsza – skróty nazw drużyn, - kolumna trzecia – miejsce zajęte w poprzednim sezonie. |                               |                               |                               |

Objaśnienia:
1. Lech/Zryw Zielona Góra wiosną zmienił nazwę na Lech Zielona Góra.
2. Odra/Unia Opole wiosną zmieniła nazwę na Odra Opole.
3. Walka Makoszowy wygrała baraże o awans do III ligi z Przyszłością Rogów.

### Tabela
| Lp. | Drużyna                    | M  | Z  | R  | P  | Bramki | Bramki | Różn. | Pkt | Uwagi                                                         | Bezpośrednio                |
| --- | -------------------------- | -- | -- | -- | -- | ------ | ------ | ----- | --- | ------------------------------------------------------------- | --------------------------- |
| 1   | Zagłębie Sosnowiec (M) (A) | 30 | 26 | 2  | 2  | 68     | 23     | +45   | 80  | Awans do II ligi                                              |                             |
| 2   | Śląsk Wrocław (B)          | 30 | 21 | 5  | 4  | 69     | 28     | +41   | 68  | Baraże o II ligę                                              |                             |
| 3   | Włókniarz Kietrz1          | 30 | 15 | 5  | 10 | 48     | 36     | +12   | 50  | Drużyna wycofana                                              |                             |
| 4   | Odra Opole                 | 30 | 15 | 4  | 11 | 36     | 30     | +6    | 49  |                                                               | ODO - MIE 2:0 MIE - ODO 0:0 |
| 5   | Miedź Legnica              | 30 | 14 | 7  | 9  | 42     | 32     | +10   | 49  |                                                               | ODO - MIE 2:0 MIE - ODO 0:0 |
| 6   | Lech Zielona Góra          | 30 | 12 | 11 | 7  | 44     | 39     | +5    | 47  |                                                               |                             |
| 7   | Ruch Radzionków            | 30 | 11 | 7  | 12 | 30     | 30     | 0     | 40  |                                                               |                             |
| 8   | Polonia Bytom              | 30 | 10 | 8  | 12 | 34     | 34     | 0     | 38  | PBT: 8 pkt, różn. +4 WAM: 6 pkt, różn. 0 ROZ: 2 pkt, różn. -4 |                             |
| 9   | Walka Makoszowy            | 30 | 9  | 11 | 10 | 37     | 37     | 0     | 38  | PBT: 8 pkt, różn. +4 WAM: 6 pkt, różn. 0 ROZ: 2 pkt, różn. -4 |                             |
| 10  | Rozwój Katowice            | 30 | 10 | 8  | 12 | 30     | 41     | −11   | 38  | PBT: 8 pkt, różn. +4 WAM: 6 pkt, różn. 0 ROZ: 2 pkt, różn. -4 |                             |
| 11  | Chrobry Głogów             | 30 | 10 | 7  | 13 | 38     | 36     | +2    | 37  |                                                               |                             |
| 12  | Promień Żary               | 30 | 8  | 10 | 12 | 29     | 31     | −2    | 34  |                                                               |                             |
| 13  | Polonia Słubice1           | 30 | 10 | 1  | 19 | 30     | 57     | −27   | 31  |                                                               |                             |
| 14  | MK Górnik Katowice (S)     | 30 | 8  | 5  | 17 | 35     | 50     | −15   | 29  | Spadek do IV ligi                                             |                             |
| 15  | Swornica Czarnowąsy (S)    | 30 | 5  | 6  | 19 | 22     | 56     | −34   | 21  | Spadek do IV ligi                                             |                             |
| 16  | Carbo Gliwice (S)          | 30 | 4  | 7  | 19 | 15     | 48     | −33   | 19  | Spadek do IV ligi                                             |                             |

* Czołówka strzelców: Andrzej Sawicki (Lech/ Zryw) 15 goli, Artur Rozmus (Włókniarz) i Tomasz Stolpa (Zagłębie) po 13, Marcin Wielgus (Śląsk) 12, Tomasz Kosztowniak (Śląsk) i Marek Tokarz (Ruch) po 11, Jarosław Helwig (Chrobry), Jakub Małecki (Śląsk), Dawid Skrzypek (Zagłębie), Tomasz Sosna (Włókniarz) i Mariusz Ujek (Zagłębie) wszyscy po 10.

### Baraże o II ligę
| 20 czerwca 2004 | Śląsk Wrocław | 0:0   | Arka Gdynia |  |
| 15:15           |               | (0:0) |             |  |

| 26 czerwca 2004 | Arka Gdynia | 2:1   | Śląsk Wrocław |  |
| 15:00           |             | (1:0) |               |  |

Zwycięzca barażu: Arka Gdynia

## Grupa 4

### Drużyny
| Uczestnicy poprzedniej edycji                                                                                 | Uczestnicy poprzedniej edycji | Uczestnicy poprzedniej edycji | Uczestnicy poprzedniej edycji |
| --- | ----------------------------- | ----------------------------- | ----------------------------- |
| KOR | Korona Kielce                 | 2                             |                               |
| STR | Stal Rzeszów                  | 3                             |                               |
| HUT | Hutnik Kraków                 | 4                             |                               |
| SNS | Sandecja Nowy Sącz            | 5                             |                               |
| PGS | Pogoń Staszów                 | 6                             |                               |
| POP | Polonia Przemyśl              | 7                             |                               |
| MOT | Motor Lublin                  | 8                             |                               |
| GÓR | Górnik Wieliczka              | 9                             |                               |
| SIA | Siarka Tarnobrzeg             | 10                            |                               |
| PRO | Proszowianka Proszowice       | 11                            |                               |
| Spadek z II ligi 2002/2003                                                                                    |                               |                               |                               |
| SSW | Stal Stalowa Wola             | 14                            |                               |
| HET | Hetman Zamość                 | 17                            |                               |
| Awans z IV ligi 2002/2003                                                                                     |                               |                               |                               |
| grupa lubelska                                                                                                |                               |                               |                               |
| TTL | Tomasovia Tomaszów Lubelski   | 1                             |                               |
| grupa małopolska zachód                                                                                       |                               |                               |                               |
| WK2 | Wisła II Kraków               | 1                             |                               |
| grupa podkarpacka                                                                                             |                               |                               |                               |
| RES | Resovia                       | 1                             |                               |
| grupa świętokrzyska                                                                                           |                               |                               |                               |
| HEK | HEKO Czermno                  | 1                             |                               |
| Oznaczenia: - kolumna pierwsza – skróty nazw drużyn, - kolumna trzecia – miejsce zajęte w poprzednim sezonie. |                               |                               |                               |

Objaśnienia:
1. Wisła II Kraków wygrała baraże o awans z Bocheńskim KS.

### Tabela
| Lp. | Drużyna                         | M  | Z  | R  | P  | Bramki | Bramki | Różn. | Pkt | Uwagi                       | Bezpośrednio |
| --- | ------------------------------- | -- | -- | -- | -- | ------ | ------ | ----- | --- | --------------------------- | ------------ |
| 1   | Korona Kielce (M) (A)           | 30 | 19 | 5  | 6  | 61     | 26     | +35   | 62  | Awans do II ligi            |              |
| 2   | Stal Rzeszów (B)                | 30 | 18 | 7  | 5  | 45     | 22     | +23   | 61  | Baraże o II ligę            |              |
| 3   | HEKO Czermno                    | 30 | 17 | 7  | 6  | 54     | 26     | +28   | 58  |                             |              |
| 4   | Górnik Wieliczka                | 30 | 15 | 8  | 7  | 48     | 45     | +3    | 53  |                             |              |
| 5   | Hutnik Kraków                   | 30 | 14 | 4  | 12 | 47     | 40     | +7    | 46  |                             |              |
| 6   | Wisła II Kraków1                | 30 | 13 | 6  | 11 | 44     | 38     | +6    | 45  |                             |              |
| 7   | Hetman Zamość                   | 30 | 12 | 6  | 12 | 36     | 40     | −4    | 42  |                             |              |
| 8   | Motor Lublin                    | 30 | 12 | 5  | 13 | 43     | 44     | −1    | 41  |                             |              |
| 9   | Stal Stalowa Wola               | 30 | 10 | 8  | 12 | 29     | 35     | −6    | 38  |                             |              |
| 10  | Pogoń Staszów                   | 30 | 10 | 7  | 13 | 42     | 45     | −3    | 37  | PGS - POP 4:0 POP - PGS 2:2 |              |
| 11  | Polonia Przemyśl                | 30 | 9  | 10 | 11 | 43     | 45     | −2    | 37  | PGS - POP 4:0 POP - PGS 2:2 |              |
| 12  | Sandecja Nowy Sącz              | 30 | 8  | 12 | 10 | 32     | 34     | −2    | 36  |                             |              |
| 13  | Tomasovia Tomaszów Lubelski (S) | 30 | 10 | 5  | 15 | 30     | 44     | −14   | 35  | Spadek do IV ligi           |              |
| 14  | Siarka Tarnobrzeg (S)           | 30 | 9  | 6  | 15 | 27     | 41     | −14   | 33  | Spadek do IV ligi           |              |
| 15  | Resovia (S)                     | 30 | 8  | 3  | 19 | 27     | 49     | −22   | 27  | Spadek do IV ligi           |              |
| 16  | Proszowianka Proszowice (S)     | 30 | 5  | 3  | 22 | 19     | 53     | −34   | 18  | Spadek do IV ligi           |              |

- Ówczesna nazwa: Kolporter/Korona Kielce. [[3]]

* Czołówka strzelców: Grzegorz Piechna (HEKO) 23 gole, Piotr Madejski (Hutnik), Mariusz Mężyk (Pogoń), Lee Quaye  (Polonia) i Paweł Zegarek (Górnik) wszyscy po 12, Rafał Policht (Sandecja) 11. 

### Baraże o II ligę
| 19 czerwca 2004 | Stal Rzeszów | 1:1   | Ruch Chorzów |  |
| 15:00           |              | (1:0) |              |  |

| 26 czerwca 2004 | Ruch Chorzów | 2:0   | Stal Rzeszów |  |
| 15:00           |              | (1:0) |              |  |

Zwycięzca barażu: Ruch Chorzów